# Jacob Ferdinand Voet
Jacob Ferdinand Voet sau Jakob Ferdinand Voet  (n. 1639, Antwerpen, Țările de Jos Spaniole⁠(d) – d. 26 septembrie 1689, Paris, Regatul Franței) a fost un pictor portretist flamand. A avut o carieră internațională care l-a adus în Italia și Franța, unde a realizat portrete pentru o clientelă de elită. Voet este considerat unul dintre cei mai buni și mai la modă portretiști ai perioadei de vârf a barocului.

## Viața

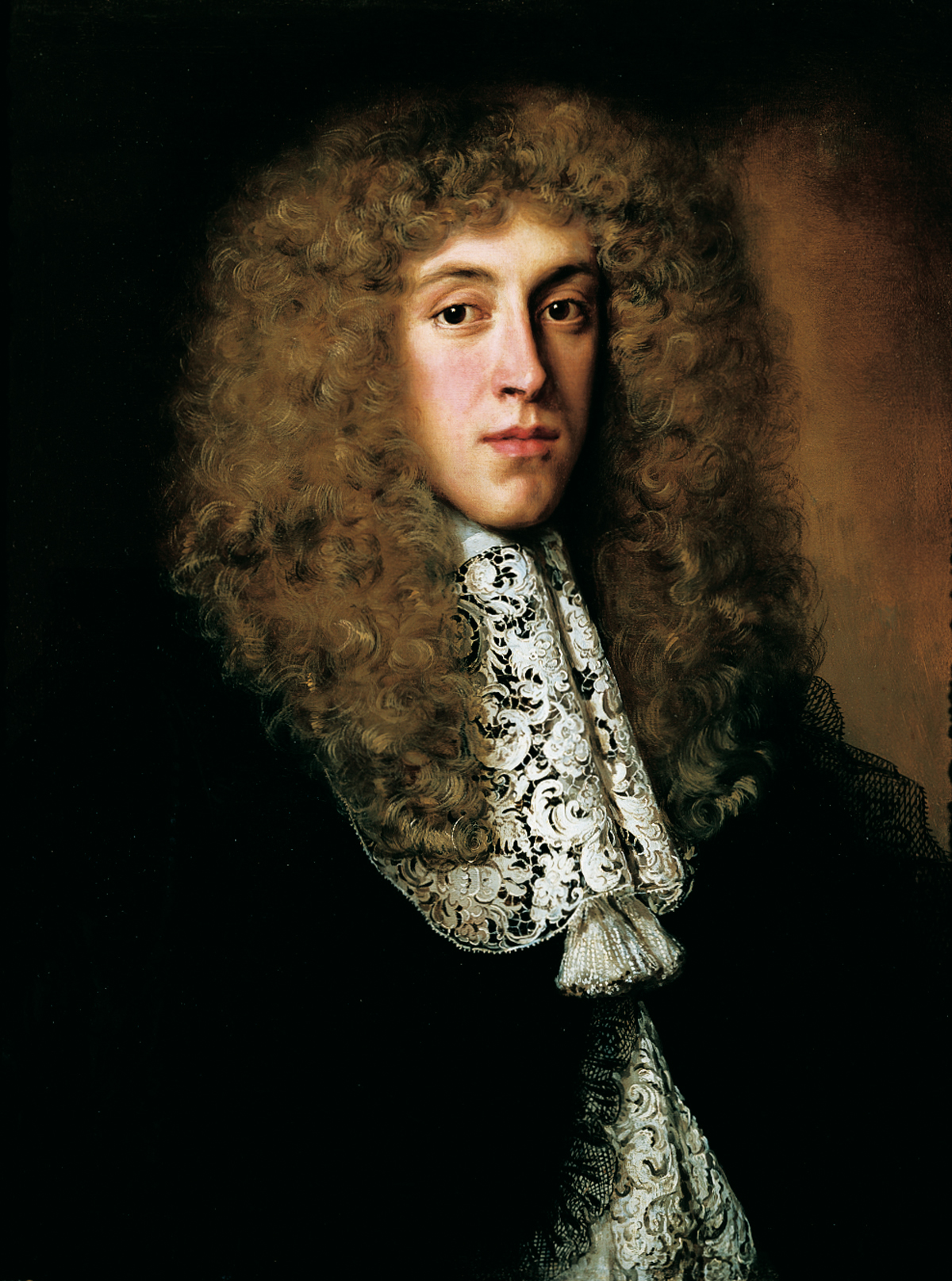
Portretul unui domn cu guler de dantelă, c. 1660-1670

Au fost păstrate puține detalii despre începutul vieții, pregătirea și cariera lui Voet. S-a născut la Anvers ca fiu al pictorului Elias Voet, fiind unul dintre cei cincisprezece copii. Fratele său mai mare, Carlo, s-a mutat la Amsterdam și s-a căsătorit în 1661 cu o fiică a familiei bogătașe Joan Coymans și Sophia Trip.  Iacov a părăsit Anversul natal și a călătorit la Roma, unde a locuit între 1663 și 1680. Voet a devenit membru al Bentvueghels⁠(d), o asociație de artiști în principal olandezi și flamand activi la Roma. A desenat pe peretele văruit în alb al unui han din Roma, care era un loc popular de întâlnire al acestui grup, un tablou în cărbune cu toți membrii familiei Bentvueghel. Tabloul era suficient de prețuit pentru a fi cruțat ori de câte ori pereții erau revopsiți.
La Roma, abilitățile lui Voet ca portretist erau foarte solicitate la curtea papală și de către aristocrația romană, inclusiv de către proeminentele familii Colonna și Odescalchi⁠(d). El a fost patronat de Cristina, regina Suediei, care pe atunci locuia la Roma. El i-a pictat portretul, precum și pe cel al prietenului ei, cardinalul Azzolino. Englezii și alți europeni care au vizitat Roma i-au comandat și ei portrete lui Voet.
În 1671–1672, Voet a primit comanda din partea cardinalului Chigi⁠(d) de a picta portrete ale unor tinere femei care erau proeminente în societatea romană. A creat o primă serie de 37 de portrete ale celor mai încântătoare femei ale Romei („Galleria delle Belle”) între 1672 și 1678 pentru sufrageria cardinalului Chigi din palatul său din Ariccia (în dealurile Alban din afara Romei). Ulterior a copiat și chiar a mărit seria pentru alte familii nobiliare romane și italiene. Acest lucru a furori în rândul tinerelor femei din Roma și din străinătate care doreau să li se picteze portrete.

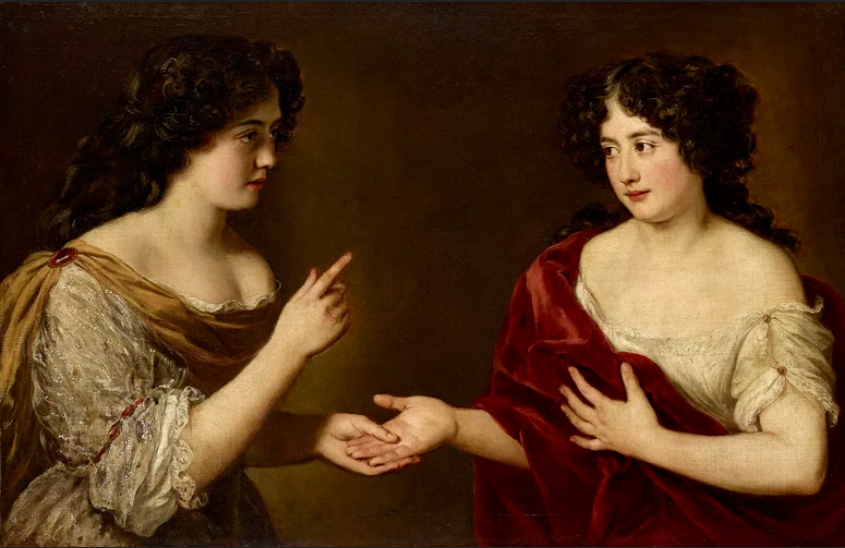
Hortense Mancini și sora ei Marie, c. 1670-1700

La Roma, Voet a locuit cu pictorul-gravor Cornelis Bloemaert⁠(d). I-a fost interzis accesul în oraș de către Papa Inocențiu al XI-lea, care a fost scandalizat de portretele lui Voet ale femeilor portretizate cu un decolteu nepotrivit. A părăsit Roma și este înregistrat la Milano în 1680. S-a aflat la Florența în 1681, unde a lucrat pentru familia Medici. Ulterior, a locuit la Torino din 1682 până în 1684. S-a întors la Anvers în 1684. Potrivit biografului din secolul al XVIII-lea Arnold Houbraken⁠(d), Voet a plecat în călătoria sa de întoarcere la Anvers din Torino împreună cu pictorul olandez Jan van Bunnik⁠(d), pe care îl întâlnise deja la Roma în compania lui Cornelis Bloemaert. Din Torino au pornit spre Lyon, unde i-au întâlnit pe pictorii Adriaen van der Cabel⁠(d), Pieter van Bloemen⁠(d) și Gillis Wenix. Apoi au pornit spre Paris în compania celui de-al treilea pictor, Jacob van Bunnik⁠(d), care era fratele lui Jan van Bunnik.
Voet s-a întors probabil în Anvers în 1684. Și-a părăsit orașul natal pentru Paris la un moment dat între 1684 și 1686, a fost numit pictor de curte și a murit acolo în 1700, locuind pe Quai de Guénégaud. La Paris a devenit portretist pentru personalități politice și militare precum Michel Le Tellier⁠(d), François-Michel le Tellier și marchizul de Humières.  Jacques d'Agar a fost probabil elevul lui.

## Opera

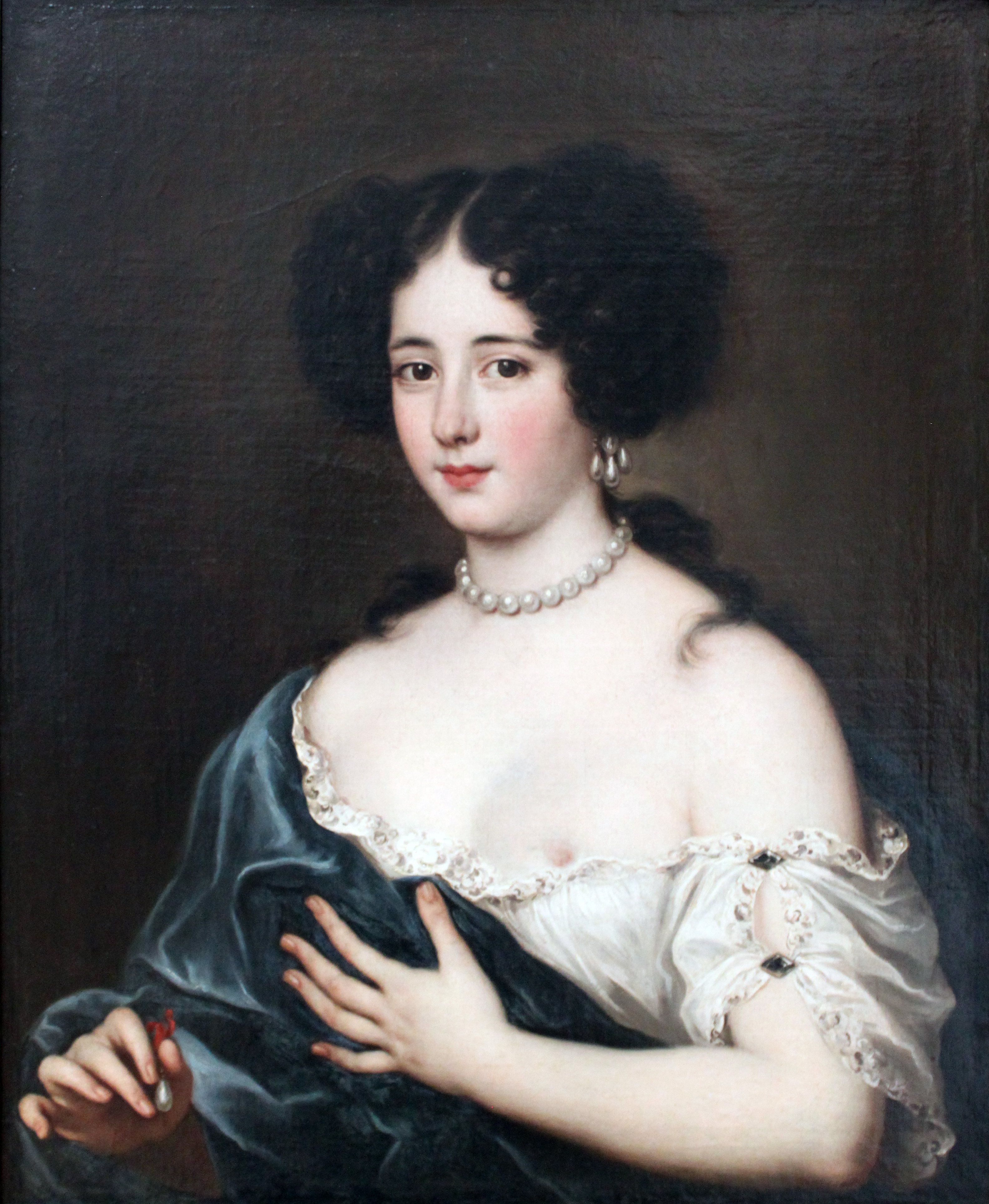
Clelia Cesarini Colonna, ducesa de Sonnino, ca Cleopatra, 1675

Jacob Ferdinand Voet a fost un pictor portretist de specialitate. Primul biograf olandez Houbraken a remarcat că Voet a pictat scene istorice și peisaje, dar că și-a asigurat succesul prin portretele sale regale, bisericești și ale clasei superioare. Nu i se atribuie în prezent decât tablouri portret și nici o pictură de istorie sau de peisaj.

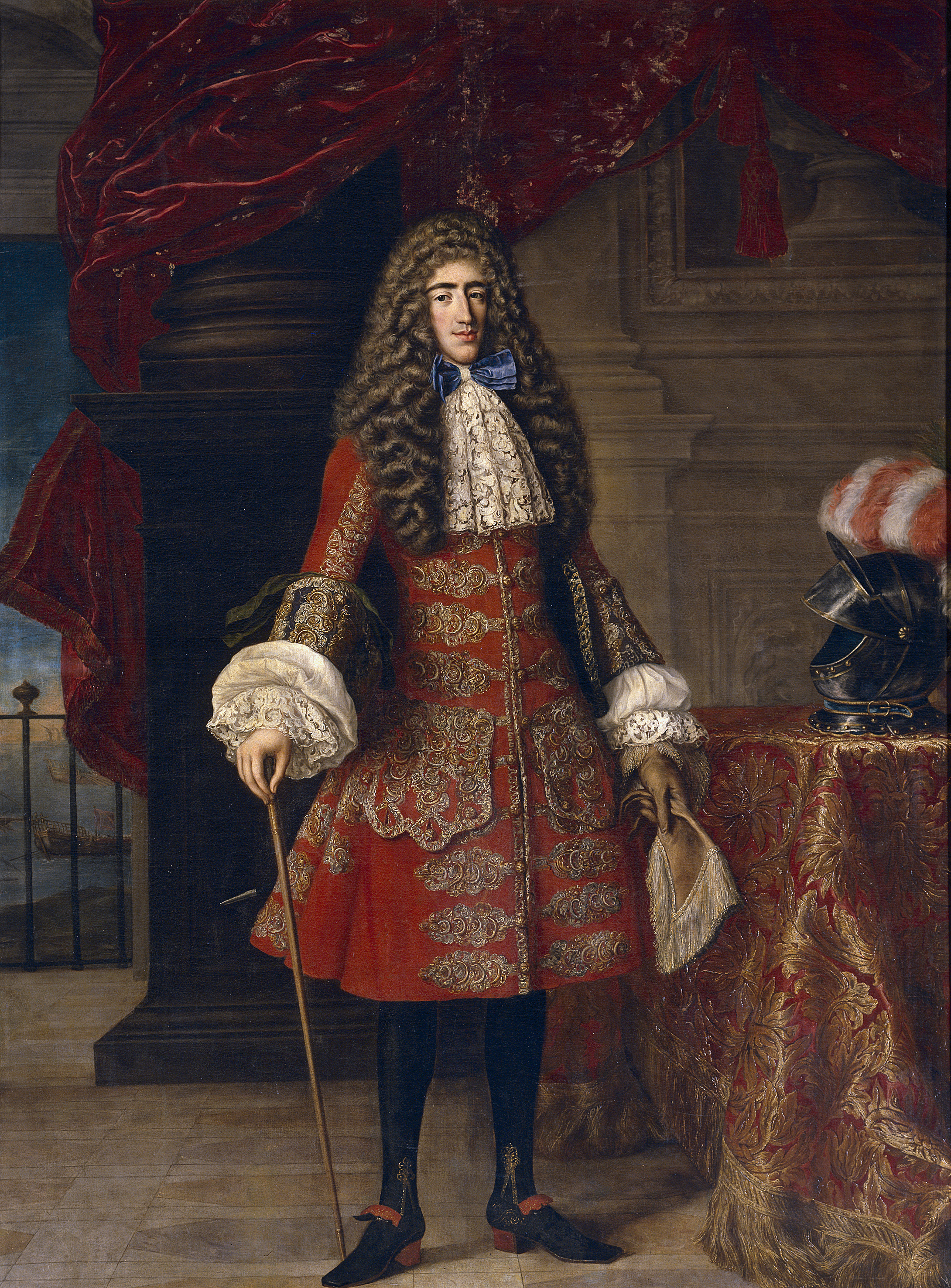
Al 9-lea duce de Medinaceli, c. 1684

Voet s-a specializat în portrete pe jumătate ca lungime, în care toată atenția este concentrată asupra subiectului, care iese dintr-un fundal neutru, întunecat. Subiecții lui Voet au de obicei o expresie reflexivă și ochi foarte frapanți, memorabili, mereu mari și evocatori. S-a concentrat asupra elementelor decorative precum părul și îmbrăcămintea personajelor. Picturile sale par să fi fost executate cu o acuratețe fără efort și o ușurință fluidă. S-a remarcat și ca pictor de portrete în miniatură.
Este probabil ca lucrările portretiștilor Carlo Maratta⁠(d) (1625–1713) și Pierre Mignard (1612–1695), care au activat la Roma în același timp cu Voet, să fi inspirat eleganța comparabilă a stilului său, pe care l-a combinat cu cel flamand care era mai atent la detalii.
Voet a pictat câteva portrete într-un gen care era popular în Flandra la acea vreme: portretul în ghirlande. Picturile în ghirlande sunt un tip special de natură statică dezvoltată în Anvers de artiști precum Jan Brueghel cel Bătrân, Hendrick van Balen⁠(d), Frans Francken cel Tânăr, Peter Paul Rubens și Daniel Seghers⁠(d). De obicei, ele arată o ghirlandă de flori în jurul unei imagini sau unui portret devoțional. Picturile cu ghirlande erau de obicei colaborări între un pictor care realiza natura statică și un pictor de personaje. Colaborarea strânsă între artiști cu diferite specialități era o practică comună și la Roma.
Există două picturi portret atribuite lui Voet care folosesc portretul într-un dispozitiv cu ghirlande. Sunt portrete de femei, una într-o ghirlandă de flori, cealaltă într-o ghirlandă de fructe. Portretul unei doamne, identificat în mod tradițional ca membru al familiei Colonna a fost inițial în colecția Colonna și, prin urmare, se crede că înfățișează un membru al familiei Colonna (Licitat la Christie's pe 29 octombrie 2015 în Londra, lotul 99). Ca și în alte picturi cu ghirlande, aceasta poate fi văzută ca având diverse conotații simbolice. Florile fac aluzie la frumusețea și tinerețea modelului, care sunt în plină floare. O ramură de crini, înfățișată în dreapta sus, se referă la castitatea ei.
Lucrările lui Voet au fost răspândite pe scară largă prin copii ale pictorului roman Pietro Veglia și gravuri ale gravorului flamand Albertus Clouwet⁠(d). Editorul roman Giovanni Giacomo Rossi a inclus portretele Cardinalilor lui Voet în publicația Effigies Cardinalium nunc vivenm.

## Referințe și note

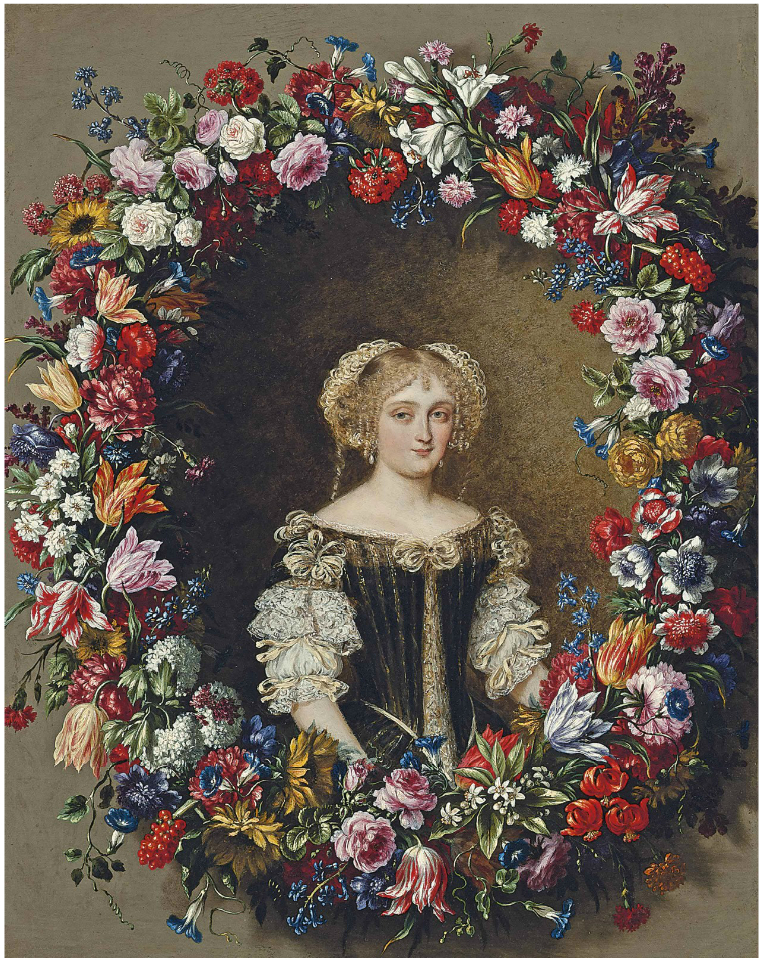
Portretul unei doamne, identificată în mod tradițional ca membru al familiei Colonna, c. 1660-1700